# 袖浦村 (山形県)
袖浦村（そでうらむら）は山形県西田川郡にあった村。現在の酒田市南西部、日本海に面した最上川河口の左岸にあたる。

## 地理
- 海洋：日本海
- 河川：最上川、赤川

## 歴史
- 1889年（明治22年）4月1日 - 町村制の施行により、黒森村、坂野辺新田村、十里塚村、宮野浦村、浜中村、広岡新田村の区域をもって発足[1]。
- 1894年（明治27年）10月22日 - 庄内地震により、村内73人死亡、166戸が全壊[2]。
- 1954年（昭和29年）12月1日 - 酒田市に編入。同日袖浦村廃止。同日袖浦中学校で酒田市合併祝賀記念式を実施。[3]

## 人口
1950年国勢調査による。西田川郡の町村では、温海町に次いで2番目に人口が多く、村に限った場合は、飽海郡・東田川郡・西田川郡を合わせても人口・世帯数ともに1位であった。
- 世帯数：1,353戸
- 人口：8,850人
- 人口密度：231人/km2
- 男女比：女性100人に対し男性90.6人

## 村長
- 加藤甚平 - 1889年時点[5]
- 高橋久夫[6]
- 阿部重五郎[7]
- 酒井順長[8]
- 佐藤為之助 - 1954年時点[9]

## 地名
小字の出典は『山形県地名録』267-268頁による。

### 大字黒森
小字：黒森・一ノ木・十二ノ木・拾七両・川前・草刈谷地・境山・笹巻・砂土端（さどばた）・鏥・泊山・村中・谷地中・葭葉山

### 大字坂野辺新田
小字：坂野辺新田・坂野辺・壱番割・弍番割・上割・中割・下割・四角谷地・地続山・葉萱場・畑田・東狢山・西狢山・藤山・古川

### 大字十里塚
小字：十里塚・高砂子・村東山・村北・村南

### 大字浜中
小字：浜中・稲干場・粮畑・小浜（こはま）・小林・十二森・上村・下村・新林・砂沼・出崎・鳥矢場（とやば）・七窪・八窪東割・西割・沼中瀬・三間山・八間山・稈畑（ひえはた）・船附場・分散山・細縄・村北分散・村東・八尋野

### 大字広岡新田
小字：広岡新田・大水門下・御金谷地・上出崎・下出崎・前林・前谷地・道東・道西・六分地

### 大字宮野浦
小字：宮野浦・飯森山下・飯森山南・飯森山西・飯森試田・上割・錆田・袖岡・古見取・家岸（やぎし）・山手

## 産業
農業・漁業が盛んであった。

### 農業
1914年時点では、全738戸のうち、農業をメインとして行う家が236戸あった。また、兼業農業などサブとして農業を行う家を含めると、683戸あった。主な作物は米・麦・桑葉・繭。米の年間収穫高は1939年で20,025円。

### 漁業
1914年時点では、全738戸のうち、漁業をメインとして行う家が324戸あった。漁獲量は1933年時点で12,241円、そのうち鮭が2,310円であった。

## 教育
1953年時点

### 小学校
- 学校数：4校
- 学級数：30組
- 児童数：1,218人

### 中学校
- 学校数：2校
- 学級数：15組
- 生徒数：582人

## 交通

### 路線バス
- 佐藤勇太
  - 黒森 - 浜中 - 広岡 - 道地 - 鶴岡：1927年運行開始、1930年7月から東郷村経由に変更[15]。

### 道路
現在は旧村域に日本海東北自動車道の庄内空港インターチェンジが所在するが、当時は未開通。

### 空港
現在は旧村域に庄内空港が所在するが、当時は未開業。